# Mount Mohl
Mount Mohl är ett berg i Antarktis. Det ligger i Västantarktis. Chile gör anspråk på området. Toppen på Mount Mohl är 3 710 meter över havet.
Terrängen runt Mount Mohl är huvudsakligen bergig, men norrut är den kuperad. Trakten är obefolkad. Det finns inga samhällen i närheten. 